# Гумерово (Аургазинський район)
Гуме́рово (рос. Гумерово, башк. Ғүмәр) — присілок у складі Аургазинського району Башкортостану, Росія. Входить до складу Таштамацької сільської ради.
Населення — 85 осіб (2010; 103 в 2002).
Національний склад:
- башкири — 98%